# Astrocaryum chonta
Espèce
Astrocaryum chonta est une espèce de palmiers à feuilles pennées.